# Assedio di Cremona
L'assedio di Cremona fu un episodio della guerra civile romana dell'anno dei quattro imperatori, conflitto che vide il succedersi nel corso di un anno degli imperatori Galba, Otone, Vitellio e Vespasiano: l'assedio di Cremona vide una vittoria dei sostenitori di Vespasiano, comandati da Marco Antonio Primo, sui sostenitori di Vitellio.

## Contesto storico
Vitellio era divenuto imperatore sconfiggendo il suo rivale Otone nella prima battaglia di Bedriaco (14 aprile), presso Calvatone. Le legioni che si trovavano in Oriente, però, acclamarono imperatore il proprio generale Tito Flavio Vespasiano, il quale era stato inviato nella regione da Nerone con un forte contingente per combattere le forze giudaiche nel corso della prima guerra giudaica, scoppiata nel 66. Venuto a conoscenza degli eventi successivi alla morte di Nerone, Vespasiano si mise d'accordo col governatore della Siria, Gaio Licinio Muciano, e inviò una forza composta di vessillazioni delle legioni giudaiche e siriane in occidente, agli ordini di Muciano, allo scopo di garantirgli il potere.

L'Impero romano nel 68-69.

Prima che le legioni orientali raggiungessero Roma, le legioni del confine del Danubio, poste in Rezia e Mesia, acclamarono Vespasiano imperatore: la III Gallica, VIII Augusta e VII Claudia avevano infatti inizialmente sostenuto Otone, ma non erano potute intervenire prima della sua sconfitta a Bedriaco, e avevano quindi accettato Vitellio imperatore. Quando però seppero della candidatura di Vespasiano, queste legioni abbandonarono Vitellio, convincendo persino altre due legioni, la VII Galbiana e la XIII Gemina a sostenere il generale dell'esercito orientale. La XIII aveva un'ulteriore buona ragione per avversare Vitellio, in quanto era stata sconfitta a Bedriaco e i suoi legionari erano stati messi a costruire degli anfiteatri per i due generali vitelliani vincitori, Fabio Valente e Aulo Cecina Alieno, come punizione.
Venuto a conoscenza dell'arrivo di Marco Antonio Primo, legato della VII Galbiana che guidava l'esercito che avrebbe spianato la strada a Muciano, Vitellio gli inviò contro un esercito composto dalle legioni XXI Rapax, V Alaudae, I Italica e XXII Primigenia, più vessillazioni di altre sette legioni e truppe ausiliarie, al comando di Cecina (Valente era rimasto a Roma bloccato da una malattia).
Le prime legioni di Antonio raggiunsero Verona, ma Cecina, sebbene in superiorità numerica e nonostante gli fosse stato richiesto di attaccarle, si rifiutò di cercare battaglia. Egli aveva deciso infatti, con l'appoggio del comandante della classis Ravennatis (la flotta di Ravenna) Lucilio Basso, di passare dalla parte di Vespasiano. Tuttavia quando rivelò le proprie intenzioni le truppe di Vitellio, a iniziativa della V Alaudae, si rifiutarono di abbandonare il proprio imperatore ed imprigionarono Cecina. Si scelsero come capo il legato della Legio V Alaudae Fabio Fabullo ed il prefetto del campo Cassio Longo. Quindi decisero di muovere verso Cremona per ricongiungersi alla I Italica ed alla XXI Rapax mandate avanti da Cecina con una parte di cavalleria per occupare Cremona.

## Antefatti
Antonio decise di attaccare battaglia prima che si riunissero a Cremona sotto capi autoritari tutte le legioni e le vessillazioni inviate da Vitellio al comando di Cecina e che giungessero in loro soccorso Valente, che si era ripreso dalla malattia ed avrebbe accelerato la marcia alla notizia della defezione di Cecina, e le truppe ausiliarie della Germania (sulla cui natura si discute, potrebbero essere ausiliari oppure il grosso delle legioni delle quali Vitellio si era portato dietro solo delle vessillazioni). Inoltre Vitellio aveva mandato a chiamare ausiliari dalla Britannia, dalla Gallia e dalla Spagna, quindi Antonio Primo si sentiva giustificato nel combattere prima dell'arrivo di Muciano, che voleva essere aspettato.
Per tutto il 24 ottobre 64 e durante tutta la notte seguente gli eserciti si scontrarono nella seconda battaglia di Bedriaco. Durante il giorno gli scontri coinvolsero prevalentemente la cavalleria di entrambi gli eserciti; quella vitelliana cedette e si ritirò presso Cremona, seguita dalle legioni I Italica e XXI Rapax, che erano uscite dalla città e che furono attaccate dai sostenitori di Vespasiano che stavano avendo la meglio. Alle nove di sera, mentre le legioni di Antonio Primo stavano schierate davanti alla città, in attesa di coloro che erano stati mandati per prendere dal campo l'occorrente per l'assedio, che i soldati di Antonio volevano condurre quella notte stessa per poter depredare liberamente, giunsero inaspettatamente le legioni che avevano incarcerato Cecina Alieno. Lo scontro fra i due schieramenti durò per tutta la notte, ed all'alba l'esercito di Vespasiano ruppe la linea nemica ed inseguì gli avversari che si ritiravano verso Cremona.

## Assedio
Portati dall'inseguimento, i Flaviani giunsero a Cremona, attorno alla quale i Vitelliani avevano posto un campo fortificato con fossati ed altre opere. I capi flaviani non sapevano cosa fare: l'esercito era esausto, ma voleva a tutti i costi assaltare l'accampamento nemico e la città; tornare indietro all'accampamento di Bedriaco avrebbe significato molta fatica e la perdita del frutto della vittoria. Costruirsi un accampamento sarebbe stato rischioso poiché i nemici con una sortita avrebbero potuto sopraffarli. Antonio fece quindi accerchiare il vallo. Si lanciarono saette e sassi, ma i difensori colpivano dall'alto, quindi le perdite erano maggiori presso i flaviani. Antonio assegnò a ciascuna legione una parte del vallo, affinché, così distribuiti, potessero distinguersi i migliori ed i peggiori soldati, e con l'emulazione, i militi seguissero i più valorosi. Alla legio III ed alla VII Galbiana fu affidato il lato orientale, all'VIII ed alla VII Claudia quello meridionale ed alla XIII quello settentrionale.
In formazione a testudo i Flaviani assaltavano le mura con zappe, picconi, falci e scale. Dall'alto li bersagliavano con macigni e giavellotti, affinché il muro di scudi si sfaldasse, ed i soldati rimanessero scoperti, facili bersagli. I capi flaviani, vedendo i soldati esausti e sordi alle esortazioni, indicarono loro le ricchezze di Cremona, e con la prospettiva di un ricco saccheggio, i soldati si rianimarono e come furie scalzarono il terrapieno e si accanirono sui difensori del campo issandosi gli uni sulle spalle degli altri o salendo sulla testuggine formata di nuovo. Particolarmente implacabili furono le legioni III e VII Galbiana, in cui Antonio aveva concentrato con gli ausiliari scelti i suoi sforzi. I Vitelliani, vedendo che nulla potevano fare contro la testuggine, poiché i dardi lanciati scivolavano sul muro di scudi, le rovesciarono addosso la balista, che sì sfaldò lo schieramento, ma trascinò nella rovina la merlatura difensiva del vallo, e nello stesso tempo, crollò, colpita dai sassi, una torre contigua. Mentre quindi la VII scalava in formazione a cuneo la breccia, la III sfondò con picconi e spade la porta. Gaio Volusio, della III, fu il primo ad entrare, e dall'alto del vallo affermò che il campo era preso. Mentre i Vitelliani sgomenti si precipitarono fuori, i Flaviani entrarono, e fecero grande strage.
Ora però dovevano conquistare le alte mura della città, con torri di pietra e porte rinforzate di ferro, al cui interno i soldati scagliavano dardi e potevano contare sull'appoggio della popolazione e dei molti mercanti lì convenuti in occasione della fiera che cadeva proprio in quei giorni. La presenza di mercanti d'altra parte eccitava i Flaviani avidi di bottino. Antonio ordina quindi di incendiare i più lussuosi edifici fuori porta, per provare la fedeltà del popolo, e riempie le case vicine alle mura e sovrastanti le stesse per altezza con molti soldati, per scompigliare i difensori lanciando quanto avessero a portata di mano. Inoltre manda all'attacco i legionari in formazione a testuggine.

### Resa ed incendio di Cremona
All'interno delle mura, i più alti in grado, temevano che, distrutta la città, non ci sarebbe stata più pietà per loro. I soldati semplici invece, protetti dall'anonimato, non imploravano la pace, ma sbandavano per la città, attendendo di vedere che piega avrebbero preso gli eventi. Gli ufficiali quindi fecero sparire le immagini di Vitellio ed il suo nome dalle insegne e liberano Cecina, ancora in catene, pregandolo di intercedere con gli assalitori in loro favore. Egli rifiuta sprezzante davanti ai pianti di quelli che lo avevano incatenato. Poi fanno pendere dalle mura rami d'ulivo e bende bianche.
Antonio diede l'ordine di cessare l'attacco, e dalla città furono portate fuori le insegne, mentre dietro seguiva vergognosa la schiera di disarmati, occhi a terra, che venne subito coperta da insulti e da minacce dai soldati flaviani. Quando poi questi videro che sopportavano in silenzio quanto veniva loro detto, si placarono, pensando al fatto che quegli stessi sconfitti erano stati vincitori clementi nella prima battaglia di Bedriaco. Gli animi si riaccesero però quando uscì Cecina, in pompa magna nelle vesti di console (proclamato da Vitellio), e gli rinfacciarono anche il suo tradimento, disprezzando questo gesto sebbene a loro favore. Antonio lo mandò sotto scorta a Vespasiano.
Intanto il popolo di Cremona, circondato dagli armati, rischiava il massacro, ma i capi frenarono con preghiere i soldati. Antonio convoca l'assemblea e pronuncia un discorso nel quale non parla né pro né contro Cremona, ma i soldati, spinti da rancore e da bramosia di bottino, si accaniscono a volerne il saccheggio e l'eccidio degli abitanti. I motivi del rancore erano che si credeva che avessero appoggiato i Vitelliani anche contro Otone; avevano schernito con la petulanza tipica della plebaglia la legio XIII inviata lì a costruire un anfiteatro; Cecina vi aveva dato uno spettacolo di gladiatori; era stata usata come base bellica, aiutando i Vitelliani con vettovaglie e con le armi, tanto che alcune loro donne si erano frammischiate ai soldati nella battaglia ed erano state uccise. Antonio, per lavarsi del sangue, si reca velocemente alle terme, dove, alle sue rimostranze per la freddezza dell'acqua, gli fu risposto da uno schiavo che le avrebbe subito scaldate. Questa risposta fece ricadere su Antonio la responsabilità per l'incendio di Cremona, sebbene i soldati, privi di comandanti energici, senza attendere ordine, lo avessero già iniziato.
(Tacito, Historiae, III, 33.)

## Conseguenze
Antonio, per vergogna dell'accaduto, ordinò con un editto che nessuno tenesse prigioniero un abitante di Cremona. D'altra parte l'Italia intera era d'accordo nel non comprare tali servi, in quanto di stirpe Latina, quindi i soldati si misero ad ucciderli. Quando si seppe ciò, i parenti degli abitanti li riscattarono di nascosto, ed i superstiti tornarono a Cremona, della quale rimaneva il solo tempio di Mefite, e grazie ai municipi vicini ed all'incoraggiamento di Vespasiano la ricostruirono.
Il terreno ammorbato dal sangue e dai cadaveri non permise di tenere il campo sulle rovine della città a lungo, quindi si allontanarono di quattro miglia, raccolgono i Vitelliani terrorizzati, li riordinano nelle loro insegne ed inviano le legioni nell'Illirico, da dove provenivano le legioni vincitrici. Furono inviati messi in Britannia e nelle Spagne, un tribuno eduo ed un prefetto di coorte dei Treviri, entrambi vitelliani, furono inviati come testimoni rispettivamente in Gallia ed in Germania. I valichi delle Alpi furono quindi presidiati, per timore che la Germania si armasse in favore di Vitellio.
In definitiva la vittoria a Bedriaco, dove sei mesi prima era stata decretata l'ascesa al trono di Vitellio nella prima battaglia di Bedriaco, contribuì notevolmente con l'ascesa al potere imperiale di Vespasiano. In seguito Antonio, infatti, avanzò su Roma, dove prese prigioniero Vitellio, che fu qualche tempo dopo ucciso.